# Rubén Pérez
Rubén Salvador Pérez del Mármol (* 26. dubna 1989 Écija) je španělský profesionální fotbalista, který hraje na pozici defensivního záložníka za řecký klub Panathinaikos Athény. Je také bývalým španělským mládežnickým reprezentantem.

## Klubová kariéra
V profesionálním fotbale debutoval v dresu klubu Atlético Madrid v květnu 2010. V A-týmu se však neuchytil a tak putoval po hostováních, vystřídal postupně kluby Deportivo de La Coruña, Getafe CF, Betis Sevilla, Elche CF, FC Turín, Granada CF.

## Reprezentační kariéra
S týmem do 21 let vyhrál roku 2011 Mistrovství Evropy U21 v Dánsku, kde Španělé zvítězili ve finále nad Švýcarskem 2:0.